# Wallis in Futuna
Wallis in Futuna (francosko Wallis-et-Futuna, Territoire des îles Wallis-et-Futuna, vakiško Uvea mo Futuna, vzhodnofutunsko Uvea mo Futuna) je skupina otokov v južnem Tihem oceanu med Fidžijem in Samoo. Sestavljajo jo trije večji ognjeniški otoki in več manjših otočkov.  
Od leta 2003 je Wallis in Futuna francoska čezmorska skupnost (collectivité d'outre-mer). Med letoma 1961 in 2003 je imel status prekomorskega ozemlja (territoire d'outre-mer).